# Askesjön (Skillingmarks socken, Värmland)
Der Askesjön ist ein See in der Gemeinde Eda in der Provinz Värmlands län in Schweden.

## Geographie
Der Askesjön wird vom Göta älv gespeist.
Der See ist circa 3,22 km² groß und maximal 22 m tief.
Die Seeoberfläche befindet sich in 121,2 m NHN.
Der Umfang beträgt circa 13,7 km.